# 나의 인생여행
《나의 인생여행》(영어: Monsoon)은 2019년 개봉한 영국의 드라마 영화이다.

## 출연
- 헨리 골딩 - 킷 역
- 파커 소이어스 - 루이스 역
- 데이비드 트랜 - 리 역
- 몰리 해리스 - 린 역
- 람 비사이 - 헨리 역